# Fire Pro Wrestling World
Fire Pro Wrestling World est un jeu vidéo de combat de catch développé par ZEX Corporation et édité par Spike Chunsoft, sorti en 2017 sur Windows et PlayStation 4.

## Accueil
- Electronic Gaming Monthly : 4/5[1]
- Hardcore Gamer : 4/5[2]